# REAL (中島美嘉專輯)
《REAL》是日本歌手中島美嘉的第七張個人錄音室專輯，於2013年1月30日發行，為中島因「耳咽管開放症」病情惡化無限期休息後發行的首張專輯。專輯大多數曲目皆由中島本人填詞，內容包括她在耳疾惡化陷入低潮期等的真實經歷與想法。專輯歌曲以抒情曲為主，亦包括中島所喜歡聲音較強烈的歌曲，以展現其「強勢的女性」的另一面。
專輯於發行前後獲得樂評家整體正面的評價，包括讚揚其歌詞上的真實性以及歌曲間的聯繫性。專輯其後亦獲雜誌《日本告示牌》評選為2013年日本最佳流行專輯第2位。
《REAL》發行後取得商業上的成功，於發行首週以4.9萬張的銷量空降Oricon榜冠軍位置，成為中島自《VOICE 美聲嘉音》約4年半後的首張冠軍專輯，並於其後獲日本唱片協會認證為金唱片。中島登上多場電視節目演出以宣傳專輯，並於2013年5月展開了以專輯為主題的全國巡迴演唱會「LIVE IS "REAL" 2013～THE LETTER 好想告訴你～」。

## 背景與發行
2010年10月22日凌晨，官方網站緊急宣布中島美嘉因「耳咽管開放症」病情惡化而暫停所有演藝活動，原訂舉行的出道十週年紀念武道館演唱會亦被逼取消。本人亦在通知中表示：「（耳疾）已經惡化到不能好好唱歌的地步，因此希望能專心進行治療。」其後中島飛往美國紐約尋求治癒耳疾的方法，但被信賴的醫生告知已經沒有治癒的可能性。因此當時曾有過放棄歌唱事業、待自己回到日本便宣布退出樂壇的念頭。但其後唱片公司的職員飛往紐約迎接中島回去，使她決定復出樂壇繼續歌唱事業。2011年春天發行單曲《Dear》，並同時宣佈展開演唱會「MIKA NAKASHIMA CONCERT TOUR 2011 THE ONLY STAR」，正式復出樂壇。
2012年12月12日，官方發表專輯的發行消息，包括公開專輯名稱、作品封面、發行日期以及收錄曲目等細節。專輯的封面由中島本人親自設計，展現了其於更衣室裡帥氣的模樣。2013年1月29日，專輯發行前夕，初回盤的限定內封亦正式公開，並同時宣布初回盤與通常盤的初回印刷版附送中島手寫的書籤。專輯於2013年1月30日正式發行，距離前作《STAR》的發行已超過兩年。

## 音樂與歌詞

### 構成與主題
專輯的名稱《REAL》由製作人所構想，因喜歡名稱從字面與發音上的感覺，而名稱亦帶有世間上所追求的「真實」流行歌曲的意思。此外，中島本人亦希望專輯能夠像名稱一樣把自己在休息時期的感覺真實地傳達出來。在決定專輯的名稱後，專輯的音樂總監表示希望能製作至今更能表達中島本人想法的作品，因此中島開始為專輯的大量歌曲填寫歌詞。而中島在填詞時不僅以個人真實的經歷為題材，亦以朋友所經歷的苦戀等眾人真實的體驗作為歌詞的題材。在專輯選曲方面，由於中島本人偏愛初次聽到便能記住曲調的歌曲，因此在選曲時傾向選擇直接進入副歌的歌曲，並考慮選擇能在現場演出時讓歌迷快樂地跟著演唱的歌曲。此外，專輯除了抒情歌曲外亦收錄中島所喜歡聲音比較強烈的歌曲，展現出其「強勢的女性」的另一面。

### 詞曲
《REAL》收錄包括先發單曲《Dear》、《LOVE IS ECSTASY》、《世界末日前》與《初戀》等合共13首歌曲，其中中島本人參與了專輯9首歌曲的填詞。專輯的開首曲《初戀》主要使用鋼琴與弦樂器作伴奏，歌詞以「初次因為喜歡上別人而感到快樂」、「初次因為想念著某人而感到痛苦」等不同感受作主題。CDJournal以「戲劇性」形容歌曲，並認為中島充滿透明感的聲音直接唱進心扉裡。第二首歌曲《Dear》使用了原聲結他作為伴奏，歌詞以「面對悲傷的時候，因為有著對給予自己愛的人的想念而能繼續走下去」為主題。中島亦以「旋律與歌曲的世界觀都跟自己很相配」形容歌曲。第三首歌曲《世界末日前》是中島本人喜歡的沉重與黑暗的歌曲。歌曲伴奏以鋼琴為中心，並加入了日常生活的雜音，而歌詞則以「在絕望之中除了珍貴的『愛』外再無其他事物」為主題。第四首歌曲《PASSION》是一首使用貝斯與小號作伴奏的放克搖滾歌曲，歌詞以中島休業時所見盡的人性為主題，寫出討厭只有在好的時候接近自己、而在不好的時候便離開自己的人的心聲。
第五首歌曲《You Knocked Me Out》是一首使用了吉他、貝斯與鼓作伴奏的搖滾歌曲，歌詞以「完全一見鍾情、心被俘虜的瞬間」作為主題。中島亦以「在66號美國國道煙霧瀰漫的酒吧裡喝著酒，突然看見了超級喜歡的男子出現面前」形容歌詞的形象。第六首歌曲《LOVE IS ECSTASY》是一首使用結他伴奏的搖滾歌曲，歌詞參考了所搭配的電影女主角篠原涼子強勢的形象而寫。第七首歌曲《BE REAL》是一首與80年代新浪潮風格相似的舞曲，歌詞以「就算因為外表而被誤解，只要有一個能理解自己的人便已足夠。以真實的樣子努力生活的話肯定能獲得褒美。」為主題，比起以往使用更多積極正面的字詞作為歌詞。第八首歌曲《SUPER WOMAN》是一首以「無敵的女性」為主題的復古曲風單曲，歌詞參考了電影《惡靈古堡V：天譴日3D》女主角的形象而寫，中島亦以與歌曲《世界末日前》相對的唱法以演繹歌曲。
第九首歌曲《SUPREME》是一首快板節奏歌曲，歌詞以「中島冷眼分析街上的情侶」為主題，寫出交往不能只看表面，也不能對珍惜的人說謊，要與對方坦承相對的心聲。第十首歌曲《耳環》是一首使用小提琴與鋼琴伴奏的中板節奏歌曲，歌詞以描寫一段無論如何也無法成功的戀愛為主題。第十一首歌曲《記憶》是一首中板慢歌。歌詞描寫回想二人曾經一起的日子時，一段段記憶讓自己心痛的樣子。第十二首歌曲《Epilogue》是一首使用結他、鋼琴、貝斯與不同管樂器作伴奏的三拍子抒情歌曲，歌詞的主題為「成人的戀愛的終結」。專輯的收尾曲《LETTER》是一首使用鋼琴與結他作伴奏的抒情歌曲。歌詞反映了中島在休業時最辛苦的時期的心情，寫出把曾經考慮放棄歌唱事業的想法至對工作人員與一直等待自己的歌迷的感謝等心聲。

## 收錄單曲
《Dear》為專輯的首支收錄單曲，於2011年4月27日發行。歌曲為中島活動無限期休止後的首支復出單曲，發行後登上Oricon榜第8位，累計銷量約2.7萬張。歌曲同時登上RecoChoku2011年4月度手機片段下載月榜冠軍，並獲日本唱片協會認證手機全曲下載為白金唱片。
《LOVE IS ECSTASY》為專輯第二支收錄單曲，於2011年9月14日發行。歌曲發行後登上Oricon榜第9名，累計銷量約1.7萬張，並獲日本唱片協會認證單曲下載為金唱片。
《世界末日前》為專輯第三支收錄單曲，於2012年9月19日發行。歌曲發行後登上Oricon榜第9名，銷量約1.8萬張，並獲日本唱片協會認證單曲下載為金唱片。
《初戀》為專輯第四支收錄單曲，於2012年12月5日發行。歌曲為專輯的先行單曲，發行後登上Oricon榜第14位，累計銷量約1.3萬張。

## 宣傳活動
本作發行前夕，官方分別於名古屋、大阪、福岡、仙台、東京五大城市舉行專輯先行試聽會，並透過電台節目以及官方粉絲俱樂部等渠道抽選160名歌迷出席。中島出席了所有會場的試聽會，進行了專輯音源試聽、中島本人的訪問、發問環節以及與歌迷的交流等活動，並在活動現場演唱了《Dear》與《LETTER》等專輯歌曲。其中在大阪與福岡的試聽會同時進行了於歌迷家中的驚喜試聽會。當歌迷聽完新專輯、與工作人員分享對中島的感想時，中島突然現身歌迷家中親自表達對他們的感謝。而在活動最後舉行了與歌迷的猜拳大會，最後的優勝者獲得中島親筆簽名的專輯與合影機會。
中島美嘉登上多場電視節目演出以宣傳專輯。2013年1月22日，中島登上「火曜曲！」特輯演唱了《初戀》與《LIFE》的組曲。1月23日，中島於「最好的歌曲SHOW」上演唱了《初戀》與《ORION》的組曲。1月27日，中島登上了「Music Lovers『中島美嘉 女子會特輯』」演唱《LOVE IS ECSTASY》、《雪花》與《初戀》的組曲，並請來嘉賓伊藤麻子與森三中舉行女子聚會。2月1日，中島登上了「MUSIC STATION」演唱了《Dear》。2月2日，中島登上了「SONGS」，演唱了《STARS》、《雪花》與《初戀》的組曲。

### 巡迴演唱會
2012年12月20日，官方公佈舉行以專輯為主題的全國巡迴演唱會「LIVE IS "REAL" 2013～THE LETTER 好想告訴你～」，其後中島本人提到演唱會的副標題的「LETTER」就像寄信一樣，是為了傳遞愛與感謝給停業時擔心自己的樂迷們而來回全國。演唱會的門票於2013年3月30日開始公開發售，而演唱會首場在2013年5月11日於埼玉縣的太陽城越谷市民會堂開始，其後三個月間於全國23個城市巡迴演出26場。演唱會尾場在2013年8月28日於沖縄市的沖繩會議中心劇場圓滿結束，總共動員約8萬人。

## 專業評價
| 評論得分   | 評論得分 |
| 來源       | 評分     |
| ---------- | -------- |
| CDJournal  | 正面     |
| 日本告示牌 | 正面     |
| MANTANWEB  | 正面     |
| J-Pop乾杯  | 7/10     |

《REAL》獲得樂評家整體正面的評價。《CDJournal》以「直接反映著她（中島）自己真實情感的歌詞仍然停留於心裡」形容專輯。《日本告示牌》的平賀哲雄讚揚專輯的真實性：「作為日本人熟悉並且仍然活躍的明星，連迷惘也亳無隱藏地展露出來的『REAL』」，並形容專輯為「目前為止最滿溢中島美嘉的人性，非常珍愛的專輯」。
《MANTANWEB》以「滿載抒情歌曲以及其他值得聆聽的地方」形容專輯。《J-Pop乾杯》的崔維斯於滿分10分中給予專輯7分，並讚揚以銅管樂穿插專輯曲目的做法：「這是我喜歡這張專輯的原因，這確實把歌曲緊密聯繫著並讓專輯更有凝聚力。」同時他認為專輯對比過往的作品沒有太大分別：「這仍然是一張會令歌迷滿意的專輯，因為她以一張與以往作品沒有太大分別的專輯再次回到眾人視線。」然而他對把單曲B面歌收錄專輯的做法有所保留，認為這些歌曲的水準明顯不如以往的B面歌高。

### 年終排名
| 出版物         | 列表                   | 評論者   | 排名 | 來源   |
| -------------- | ---------------------- | -------- | ---- | ------ |
| 《日本告示牌》 | 2013年日本最佳流行專輯 | 平賀哲雄 | 2    | [ 54 ] |

## 榜單成績
在Oricon榜，《REAL》發行首日以15,881張的銷量登上冠軍位置，其後以約4.9萬的首週銷量登上週榜冠軍，成為自2008年《VOICE 美聲嘉音》約4月2個月以來首張獲得週榜冠軍的作品，也是其本人第7張獲得週榜冠軍的專輯，然而銷量較前作《STAR》首週的約9.2萬張下滑。專輯同時僅以首週的銷量登上2013年1月度月榜第10位。專輯次週以約1.6萬張的銷量排行第7位，並於第三週以約8千張的銷量排行第8位。專輯於榜單上逗留了16週，其後分別登上2013年年榜上半期排行第33位以及全年排行第67位。專輯累計銷量89,295張，比前作《STAR》的約18萬張下滑約一半，獲日本唱片協會認證為金唱片。在《日本告示牌》榜，《REAL》於發行首週空降專輯銷量週榜冠軍，並於年終打進專輯銷量年榜第64位。
《REAL》於亞洲海外地區獲得商業上的成功。在韓國，《REAL》於發行後成功登上音樂排行榜冠軍位置。在台灣，專輯的其中7首歌曲發行後打進下載網站榜單前20位。

## 收錄歌曲
創作名單來自專輯內頁。
| CD       | CD                 | CD                   | CD                              | CD                 | CD    |
| 曲序     | 曲目               |                      | 作曲                            | 編曲               | 时长  |
| -------- | ------------------ | -------------------- | ------------------------------- | ------------------ | ----- |
| 1.       | 初戀（）           | 三橋隆幸             | 三橋隆幸                        | Ryosuke"Dr.R"Sakai | 5:16  |
| 2.       | Dear               | 杉山勝彥             | 杉山勝彥                        | 杉山勝彥           | 4:36  |
| 3.       | 世界末日前（）     | 杉山勝彥             | 杉山勝彥                        | 河野伸             | 6:06  |
| 4.       | PASSION            |                      | Lori Fine                       | ICEDOWN (′ε' )     | 5:22  |
| 5.       | You Knocked Me Out |                      | Lori Fine                       | COLDFEET           | 5:55  |
| 6.       | LOVE IS ECSTASY    |                      | Nickii                          | 根岸孝旨           | 5:17  |
| 7.       | BE REAL            |                      | 楊慶豪                          | Naoki-T            | 5:40  |
| 8.       | SUPER WOMAN        |                      | Josefin Glenmark・Mats Tarnfors | Tomokazu Matsuzawa | 5:49  |
| 9.       | SUPREME            |                      | Ryosuke"Dr.R"Sakai              | Naoki-T            | 6:20  |
| 10.      | 耳環（）           |                      | Ryosuke"Dr.R"Sakai              | Ryosuke"Dr.R"Sakai | 5:42  |
| 11.      | 記憶               | 中島美嘉・大久保友裕 | 大久保友裕                      | 大久保友裕         | 5:54  |
| 12.      | Epilogue（）       | nami                 | 木村篤史                        | 河野伸             | 4:41  |
| 13.      | LETTER             |                      | 吉木繪裡子                      | 野村陽一郎         | 4:40  |
| 总时长： | 总时长：           | 总时长：             | 总时长：                        | 总时长：           | 57:03 |

| DVD（初回盤限定） | DVD（初回盤限定）             |
| 曲序              | 曲目                          |
| ----------------- | ----------------------------- |
| 1.                | Dear（音樂錄像帶）            |
| 2.                | LOVE IS ECSTASY（音樂錄像帶） |
| 3.                | 世界末日前（音樂錄像帶）      |
| 4.                | 初戀（音樂錄像帶）            |

## 商業搭配
| 曲序 | 歌曲名稱        | 搭配項目                                           | 來源   |
| ---- | --------------- | -------------------------------------------------- | ------ |
| M-1  | 初戀            | 電影「今天開始談戀愛」主題曲                       | [ 69 ] |
| M-2  | Dear            | 電影「第八日的蟬」主題曲                           | [ 69 ] |
| M-3  | 世界末日前      | 電影「惡靈古堡V：天譴日3D」日本版主題曲            | [ 69 ] |
| M-6  | LOVE IS ECSTASY | 電影「非關正義 完結篇」主題曲                      | [ 69 ] |
| M-11 | 記憶            | CASIO「SHEEN」廣告歌                               | [ 69 ] |
| M-12 | Epilogue        | BS JAPAN「GRACE OF JAPAN～自然之中的神明～」片尾曲 | [ 69 ] |

## 發行歷史
| 地區 | 日期          | 形式       | 版本          | 廠牌                  | 來源   |
| ---- | ------------- | ---------- | ------------- | --------------------- | ------ |
| 多國 | 2013年1月30日 | 線上下載   | 通常盤        | 日本索尼音樂娛樂      | [ 70 ] |
| 日本 | 2013年1月30日 | CD CD+ DVD | 初回盤 通常盤 | 日本索尼音樂娛樂      | [ 71 ] |
| 台灣 | 2013年2月1日  | CD+DVD     | 初回盤        | 台灣索尼音樂娛樂      | [ 72 ] |
| 韓國 | 2013年2月1日  | CD+DVD     | 初回盤        | 索尼音樂娛樂韓國      | [ 73 ] |
| 中國 | 2013年2月20日 | CD         | 通常盤        | 上海新索音樂 上海星象 | [ 74 ] |